# شاندونگ ۲۵۱۰

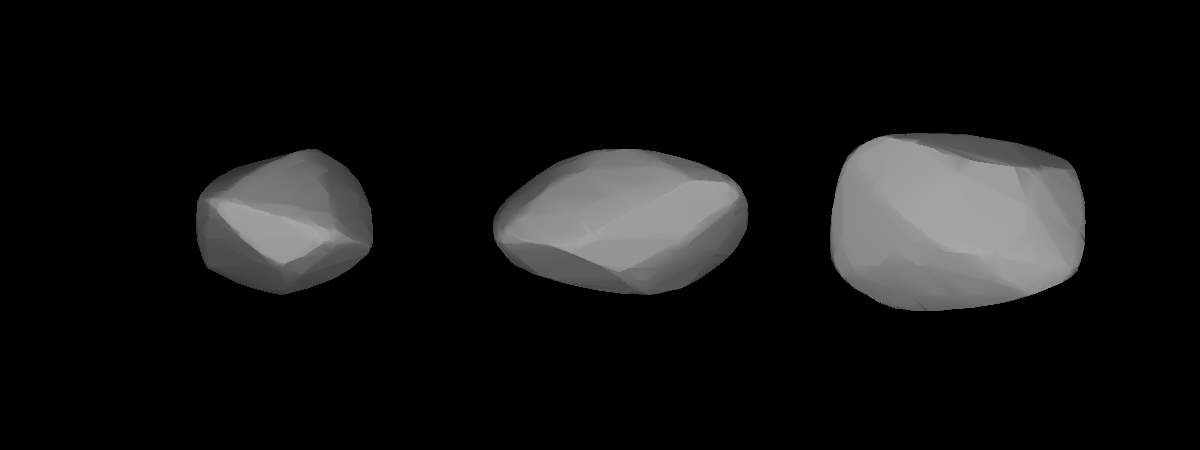
شاندونگ ۲۵۱۰

سیارک ۲۵۱۰ (به انگلیسی: 2510 Shandong، نامگذاری:1979TH) دو هزار و پانصد و دهمین سیارک کشف شده‌است که در ۱۰ اکتبر ۱۹۷۹ کشف شد.
قدر مطلق سیارک برابر ۱۲٫۶۰ است.